# Zephyrhills South
Zephyrhills South és una concentració de població designada pel cens dels Estats Units a l'estat de Florida. Segons el cens del 2000 tenia 4.435 habitants.

## Demografia
Segons el cens del 2000, Zephyrhills South tenia 4.435 habitants, 2.199 habitatges, i 1.451 famílies. La densitat de població era de 891,9 habitants/km².
Dels 2.199 habitatges en un 11,1% hi vivien nens de menys de 18 anys, en un 58,3% hi vivien parelles casades, en un 5,9% dones solteres, i en un 34% no eren unitats familiars. En el 28,4% dels habitatges hi vivien persones soles el 19% de les quals corresponia a persones de 65 anys o més que vivien soles. El nombre mitjà de persones vivint en cada habitatge era de 2,02 i el nombre mitjà de persones que vivien en cada família era de 2,39.
Per edats la població es repartia de la següent manera: un 11,7% tenia menys de 18 anys, un 3,9% entre 18 i 24, un 15,1% entre 25 i 44, un 22,3% de 45 a 60 i un 47% 65 anys o més.
L'edat mediana era de 63 anys. Per cada 100 dones de 18 o més anys hi havia 92,2 homes.
La renda mediana per habitatge era de 23.483 $ i la renda mediana per família de 29.681 $. Els homes tenien una renda mediana de 26.771 $ mentre que les dones 20.395 $. La renda per capita de la població era de 14.905 $. Entorn del 8,1% de les famílies i el 12,5% de la població estaven per davall del llindar de pobresa.

## Poblacions més properes
El següent diagrama mostra les poblacions més properes.